# Wangwusaurus
Wangwusaurus tayuensis
Genre
Espèce
Wangwusaurus est un genre éteint de probable thérapside ayant vécu durant la fin du Permien dans ce qui est aujourd'hui la Chine. Une seule espèce est connue, Wangwusaurus tayuensis, décrit par le paléontologue Yang Zhongjian en 1979 à partir de dix-sept dents trouvé dans la formation de Jiyuan, dont au moins sept sont reconnues comme n'appartenant pas à celles des thérapsides.

## Description
L'une des dents retrouvées présente des caractéristiques similaires à celles identifiées chez les gorgonopsiens, ce qui a valu au paléontologue chinois Yang Zhongjian de le classer comme le premier membre de ce groupe à avoir vécu hors d'Afrique et de Russie, endroits où ils sont officiellement reconnus,. Cependant, trois ans après la description de l'animal, en 1981, les paléontologues Denise Sigogneau-Russell et Ai-Lin Sun trouve que le matériel attribué est un assemblage aléatoire dont seulement deux ont même une lointaine similitude avec les gorgonopsiens, rendant sa classification incertaine.